# 高麗川駅
高麗川駅（こまがわえき）は、埼玉県日高市大字原宿にある、東日本旅客鉄道（JR東日本）の駅である。

## 乗り入れ路線
当駅の所属線である八高線と、当駅を終点とする川越線の分岐駅となっている。
八高線は当駅を境に八王子方面が電化、高崎方面が非電化となっており、運転系統が分断されている。また、川越線も電化されており、川越線の川越方面と八高線の八王子方面で当駅を経由して直通運転が行われている。また八高線には、かつて当駅から青梅線を経由して中央線直通で東京駅との間を結ぶ電車も設定されていた。
八高線は八王子駅から当駅までが八王子支社、当駅から北の区間が高崎支社、川越線は大宮支社の管轄となっており、当駅は八王子支社の管轄となる。
1996年（平成8年）3月15日（八高線の八王子駅 - 当駅間の電化前日）までは八王子駅 - 高崎駅間の全線通し運転の列車が、1985年（昭和60年）9月29日（川越線の電化前日）までは大宮駅から八高線に乗り入れて東飯能駅までの直通列車（気動車）が設定されていた。川越線の電化後も1989年（平成元年）3月10日までは当駅 - 大宮駅間の全線通し運転の列車（電車）が設定されていた。

## 歴史

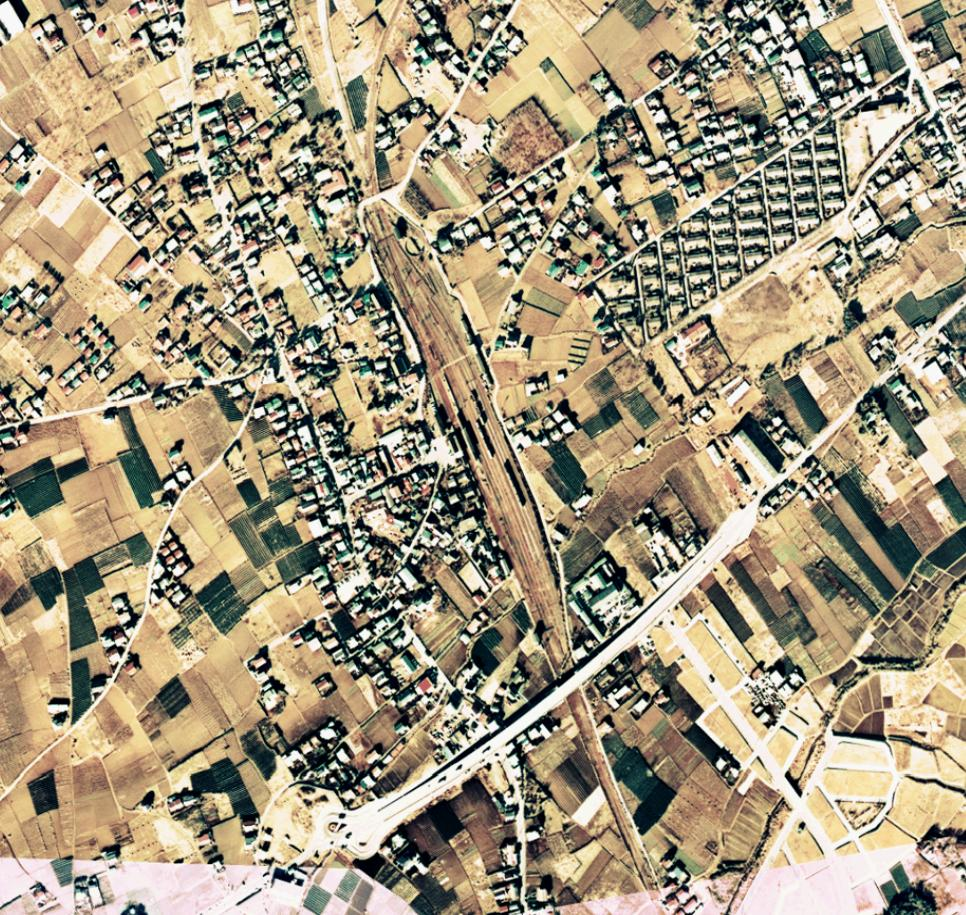
高麗川駅付近空中写真（1974年撮影 国土画像情報オルソ化空中写真〈国土交通省〉より）

- 1933年（昭和8年）4月15日[1]：鉄道省八高線の東飯能駅 - 越生駅間の開通と同時に開業。一般駅。
  - 開業当時の当地は入間郡高麗川村で、駅名はこれに由来する。
- 1939年（昭和14年）4月27日 - 陸軍士官学校に向かう昭和天皇のお召し列車が発着[5]。
- 1940年（昭和15年）7月22日：川越線の大宮駅 - 当駅間が開業[4]。
- 1963年（昭和38年）5月16日：日本セメント（現在の太平洋セメント）専用線が運用開始。
- 1969年（昭和44年）10月1日：配達の取り扱いを廃止[2]。
- 1984年（昭和59年）2月1日：荷物扱い廃止[2]。
- 1985年（昭和60年）9月30日：川越線が電化開業。
- 1987年（昭和62年）4月1日：国鉄分割民営化に伴い、東日本旅客鉄道（JR東日本）・日本貨物鉄道（JR貨物）の駅となる[2][4]。
- 1996年（平成8年）3月16日：八高線の八王子駅 - 当駅間が電化開業[6]。
- 1999年（平成11年）9月20日：太平洋セメント専用線が廃止。
  - 太平洋セメントの埼玉工場へ専用線が続き、工場で生産されたセメントの発送を行っていた。専用線は全長1.4km・非電化であった。JR機が牽引作業を行い、工場内入換作業は太平洋セメント保有の入換動車（スイッチャー）が使用されていた。
  - なお、同専用線跡地は2009年（平成21年）3月30日に日高市に寄付され[7]、遊歩道として整備されている。遊歩道には、踏切や線路の一部が残され「ポッポ道」と名付けられた[8]。
  - また、同工場への専用線は、1984年（昭和59年）まで東武鉄道越生線の西大家駅から分岐するものも存在していた。
- 2001年（平成13年）11月18日：ICカード「Suica」の利用が可能となる[広報 1]。
- 2005年（平成17年）4月1日：JR貨物の駅が廃止。
- 2007年（平成19年）3月18日：E233系電車の当駅までの乗り入れが開始される。
- 2013年（平成25年）4月1日：バリアフリー化工事が完成。エレベーターの使用を開始。
- 2022年（令和4年）
  - 1月31日：この日をもってみどりの窓口が営業を終了[3][9]。
  - 3月1日：話せる指定席券売機を導入[3][9]。
- 2024年（令和6年）12月8日：新駅舎の使用を開始[10]。

## 駅構造
単式ホーム1面1線と島式ホーム1面2線を持つ地上駅。東西自由通路を併設した橋上駅舎を備える。駅構内東側には数本の側線が引かれている。待合室は2・3番線ホームの北側に設置されている。
拝島営業統括センター管内の直営駅（駅長配置）であり、管理駅として東飯能駅を管理している。改札口には簡易Suica改札機が設置されている。トイレには「かわせみ手洗館」という愛称が付き、ホームと駅前広場に挟まれており、男女別になっているものの、ホームと駅前広場に壁が設置されている。
2023年（令和5年）現在、利便性向上のための東口開設や橋上駅舎化の工事が行われている。また、2013年（平成25年）4月1日に跨線橋とエレベーターの新設、ホームの嵩上げ、待合室の移設によるバリアフリー対応工事が完成した。

### のりば
| 番線 | 路線    | 方向 | 行先               |
| ---- | ------- | ---- | ------------------ |
| 1    | ■八高線 | 上り | 東飯能・八王子方面 |
| 1    | ■川越線 | 上り | 川越・大宮方面     |
| 2    | ■八高線 | 下り | 小川町・高崎方面   |
| 3    | ■八高線 | 上り | 東飯能・八王子方面 |
| 3    | ■川越線 | 上り | 川越・大宮方面     |

（出典：JR東日本:駅構内図）
| 運転番線 | 営業番線 | ホーム | 八高線八王子方面着発 | 八高線高崎方面着発 | 川越線川越方面着発 | 備考             |
| -------- | -------- | ------ | -------------------- | ------------------ | ------------------ | ---------------- |
| 1        | 1        | 4両分  | 到着・出発可         | 到着・出発可       | 到着・出発可       | 川越線川越方面   |
| 2        | 2        | 4両分  | 到着・出発可         | 到着・出発可       | 不可               | 八高線高崎方面   |
| 3        | 3        | 4両分  | 到着・出発可         | 出発可             | 到着・出発可       | 八高線八王子方面 |

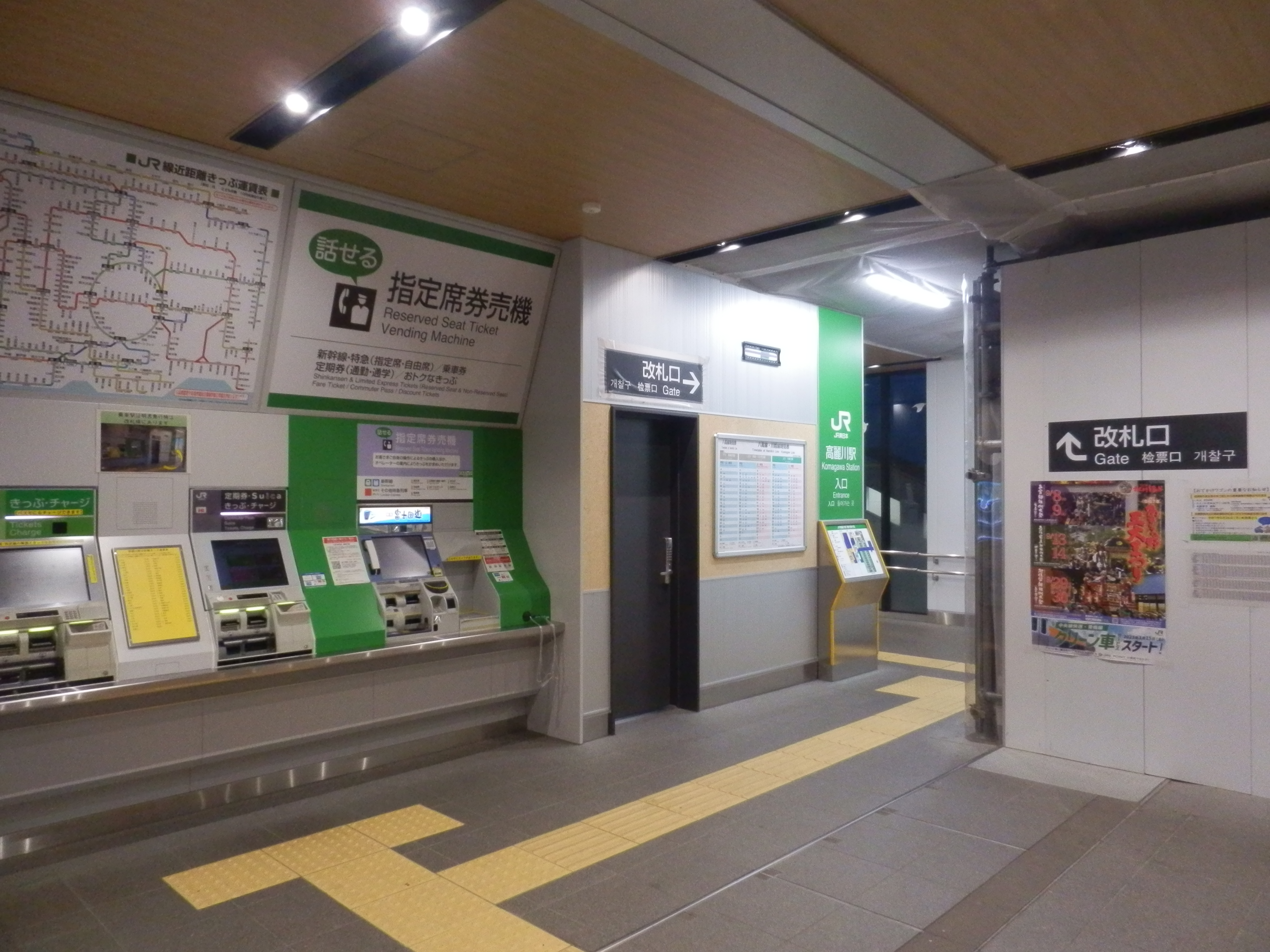
切符売り場（2025年8月）
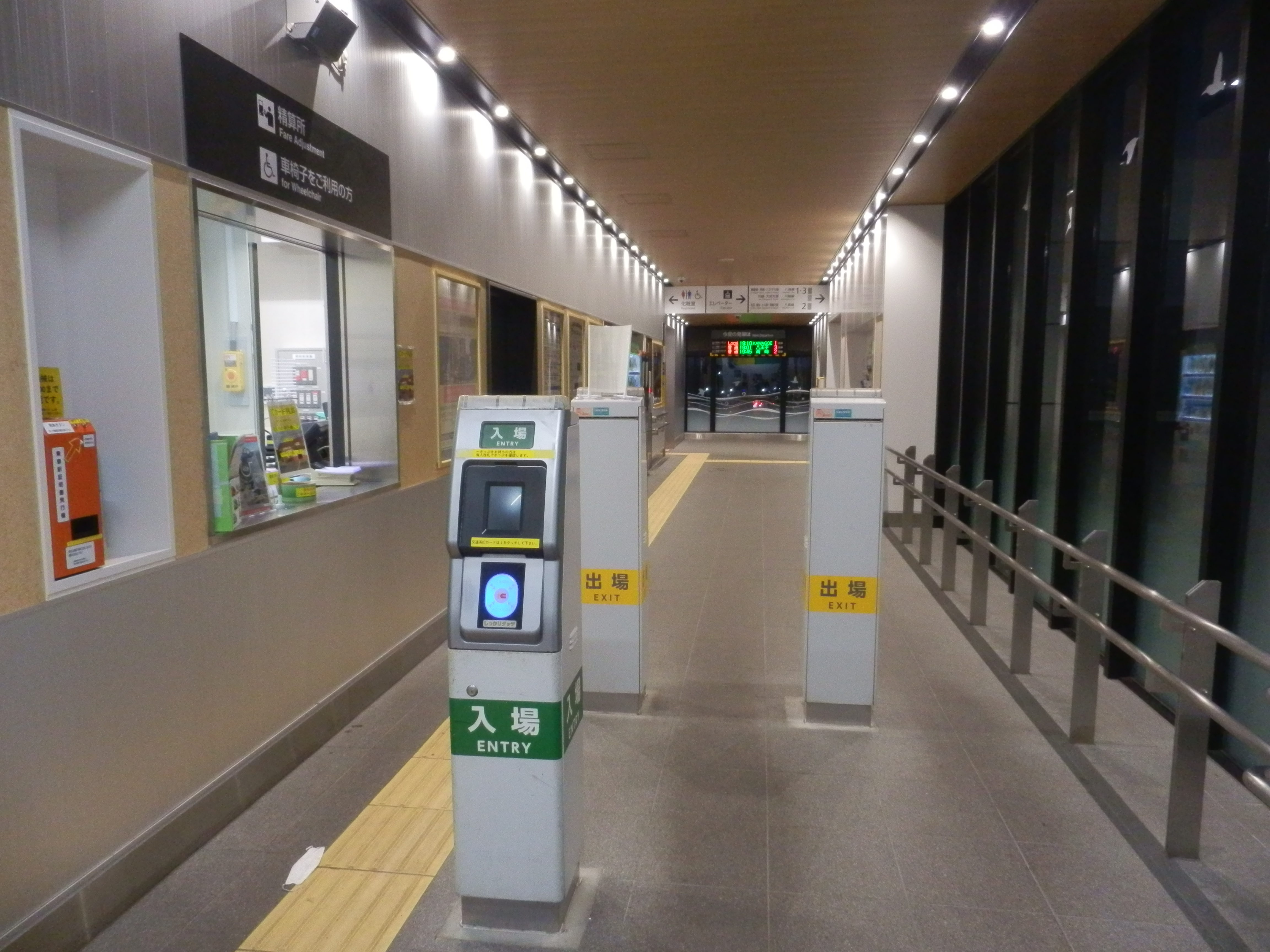
改札口（2025年8月）
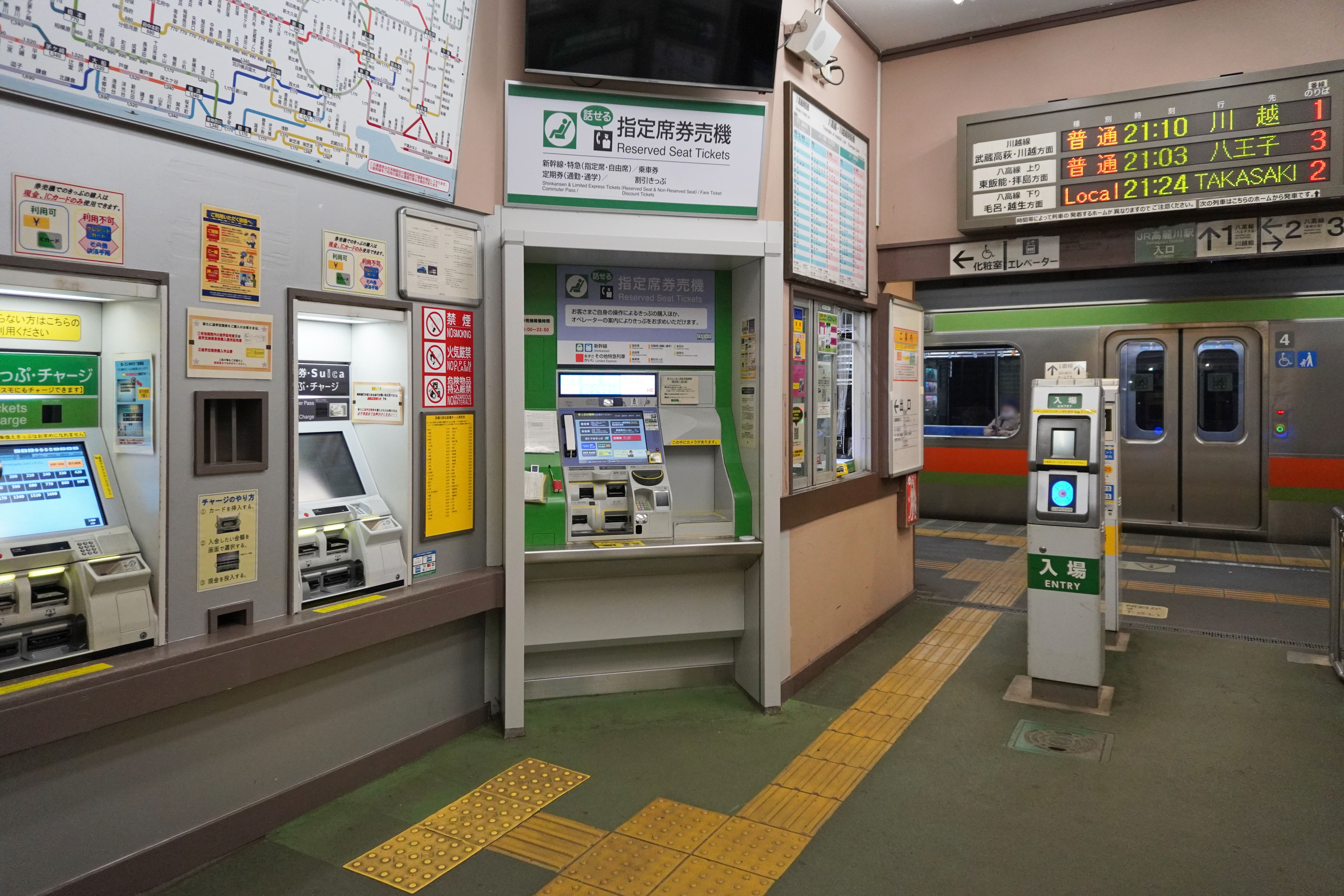
旧駅舎の改札口と切符売り場（2023年2月）
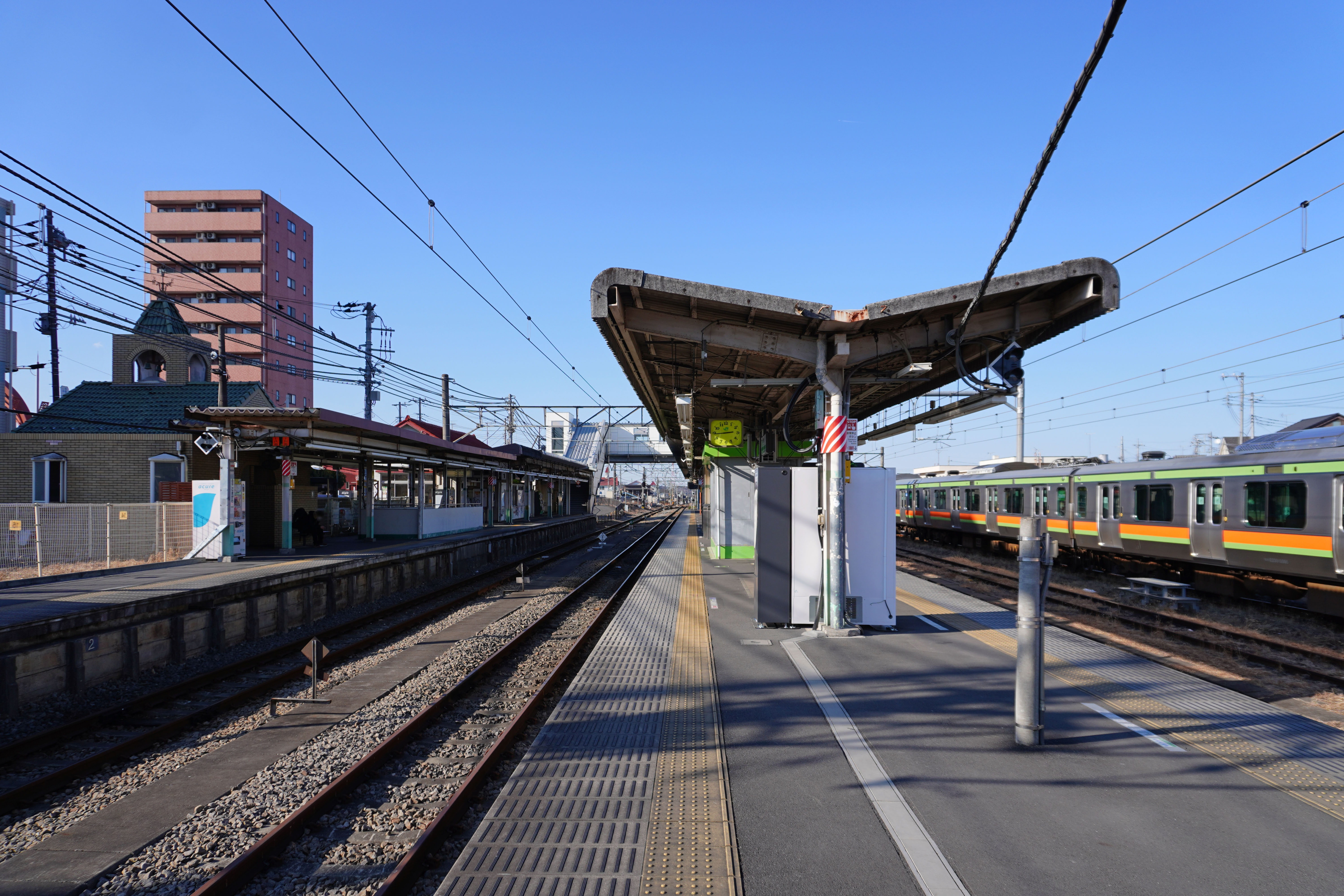
ホーム（2023年2月）

## 利用状況
2023年度（令和5年度）の1日平均乗車人員は3,897人である。
JR東日本および埼玉県統計年鑑によると、1990年度（平成2年度）以降の1日平均乗車人員の推移は以下の通り。
| 年度               | 1日平均 乗車人員 | 出典     |
| ------------------ | ---------------- | -------- |
| 1990年（平成02年） | 3,770            |          |
| 1991年（平成03年） | 4,023            |          |
| 1992年（平成04年） | 4,191            |          |
| 1993年（平成05年） | 4,288            |          |
| 1994年（平成06年） | 4,335            |          |
| 1995年（平成07年） | 4,323            |          |
| 1996年（平成08年） | 4,465            |          |
| 1997年（平成09年） | 4,379            |          |
| 1998年（平成10年） | 4,348            |          |
| 1999年（平成11年） | 4,313            | [ * 1 ]  |
| 2000年（平成12年） | 4,187            | [ * 2 ]  |
| 2001年（平成13年） | 4,172            | [ * 3 ]  |
| 2002年（平成14年） | 4,124            | [ * 4 ]  |
| 2003年（平成15年） | 4,110            | [ * 5 ]  |
| 2004年（平成16年） | 4,104            | [ * 6 ]  |
| 2005年（平成17年） | 4,179            | [ * 7 ]  |
| 2006年（平成18年） | 4,292            | [ * 8 ]  |
| 2007年（平成19年） | 4,495            | [ * 9 ]  |
| 2008年（平成20年） | 4,613            | [ * 10 ] |
| 2009年（平成21年） | 4,623            | [ * 11 ] |
| 2010年（平成22年） | 4,582            | [ * 12 ] |
| 2011年（平成23年） | 4,516            | [ * 13 ] |
| 2012年（平成24年） | 4,585            | [ * 14 ] |
| 2013年（平成25年） | 4,711            | [ * 15 ] |
| 2014年（平成26年） | 4,609            | [ * 16 ] |
| 2015年（平成27年） | 4,618            | [ * 17 ] |
| 2016年（平成28年） | 4,655            | [ * 18 ] |
| 2017年（平成29年） | 4,610            | [ * 19 ] |
| 2018年（平成30年） | 4,580            | [ * 20 ] |
| 2019年（令和元年） | 4,483            | [ * 21 ] |
| 2020年（令和02年） | 3,173            |          |
| 2021年（令和03年） | 3,454            |          |
| 2022年（令和04年） | 3,769            |          |
| 2023年（令和05年） | 3,897            |          |

| 年度 | 発送貨物（トン） | 到着貨物（トン） |
| ---- | ---------------- | ---------------- |
| 1962 | 815,126          | 1,753,710        |
| 1963 | 694,136          | 1,674,230        |
| 1966 | 522,244          | 1,469,900        |
| 1973 | 9,163            | 18,088           |
| 1979 | 536,709          | 1,540,557        |
| 1983 | 338,573          | 52,649           |
| 1989 | 316,160          | 34,372           |
| 1994 | 382,888          | 40,420           |
| 1999 | 30,236           | 3,088            |

- 埼玉県統計年鑑各年度版

## 1985年時の常備貨車
- 日本セメント所有
  - タキ1900形（セメント専用）54両
  - タキ9050形（セメント専用）4両
  - タキ9450形（セメント専用）4両
  - ホキ5700形（セメント専用）18両

「昭和60年版私有貨車番号表」『トワイライトゾーンMANUAL13』ネコ・パブリッシング、2004年

## 駅周辺

駅前ロータリーにある「日韓交流の塔」

- 日韓交流の塔 - 韓国の民俗信仰、将軍標をモチーフにしたモニュメントで、駅前ロータリーに設置[1]
- 公衆トイレ（駅構内とバス停近くに跨っており、「かわせみ手洗館」の愛称がある。）
- 日高市立図書館
- 高麗川郵便局
- 生鮮市場TOP 高麗川店（旧：ファミリー丸広 日高店）
- 飯能信用金庫 日高支店
- 埼玉県道15号川越日高線
- 埼玉県道30号飯能寄居線
- 高麗川（駅名の由来にもなった川）
  - 出世橋
- 高麗神社
  - 古代には、高句麗滅亡後に亡命してきた人々が居住する高麗郡が置かれていた。
- 聖天院（勝楽寺）
- 高麗家住宅
- 霊厳寺
- 埼玉医科大学国際医療センター
- 医療法人積仁会旭が丘病院（シャトルバスあり）
- 城西大学　坂戸キャンパス（シャトルバスあり）
- 武蔵越生高等学校（スクールバスあり）
- 自由の森学園中学校・高等学校（スクールバスあり）
- 日高市立高麗川中学校
- 日高富士見台幼稚園
- 日高市役所
- 日高郵便局
- 日高陸橋

この他、巾着田などへのハイキングコースの入口でもある（徒歩もしくは国際興業バス利用）。

## バス路線
最寄りバス停は「高麗川駅」で、国際興業バスが運行する路線バスが発着する。PASMO・Suica等の交通ICカード利用が可能である。イーグルバスにより運行されていた高麗川団地・武蔵高萩駅方面の路線は2025年3月末をもって廃止された。2025年4月より、廃止となったイーグルバス路線の代替として日高市おでかけワゴンこま川団地行きが運行されている。2026年5月末までの実証運行中。こま川団地では武蔵高萩駅行きが接続しているが、一部便を除き直通運転は行なっていない。
- 医大11・医大31：埼玉医大
- 医大11-2：埼玉医大保健医療学部
- 医大12・医大12-2・医大32：埼玉医大国際医療センター
- 医大31・医大32：飯能駅

## 隣の駅
東日本旅客鉄道（JR東日本）
■八高線
東飯能駅 - 高麗川駅 - 毛呂駅
■川越線
武蔵高萩駅 - 高麗川駅

### 記事本文

##### 広報資料・プレスリリースなど一次資料
1. ↑  “Suicaご利用可能エリアマップ（2001年11月18日当初）” (PDF).   東日本旅客鉄道. 2019年7月27日時点のオリジナルよりアーカイブ。2020年4月29日閲覧。

### 利用状況
1. ↑  埼玉県統計年鑑 - 埼玉県
2. ↑  統計ひだか - 日高市

JR東日本の2000年度以降の乗車人員
1. ↑  各駅の乗車人員（2000年度） - JR東日本
2. ↑  各駅の乗車人員（2001年度） - JR東日本
3. ↑  各駅の乗車人員（2002年度） - JR東日本
4. ↑  各駅の乗車人員（2003年度） - JR東日本
5. ↑  各駅の乗車人員（2004年度） - JR東日本
6. ↑  各駅の乗車人員（2005年度） - JR東日本
7. ↑  各駅の乗車人員（2006年度） - JR東日本
8. ↑  各駅の乗車人員（2007年度） - JR東日本
9. ↑  各駅の乗車人員（2008年度） - JR東日本
10. ↑  各駅の乗車人員（2009年度） - JR東日本
11. ↑  各駅の乗車人員（2010年度） - JR東日本
12. ↑  各駅の乗車人員（2011年度） - JR東日本
13. ↑  各駅の乗車人員（2012年度） - JR東日本
14. ↑  各駅の乗車人員（2013年度） - JR東日本
15. ↑  各駅の乗車人員（2014年度） - JR東日本
16. ↑  各駅の乗車人員（2015年度） - JR東日本
17. ↑  各駅の乗車人員（2016年度） - JR東日本
18. ↑  各駅の乗車人員（2017年度） - JR東日本
19. ↑  各駅の乗車人員（2018年度） - JR東日本
20. ↑  各駅の乗車人員（2019年度） - JR東日本
21. ↑  各駅の乗車人員（2020年度） - JR東日本
22. ↑  各駅の乗車人員（2021年度） - JR東日本
23. ↑  各駅の乗車人員（2022年度） - JR東日本
24. ↑  各駅の乗車人員（2023年度） - JR東日本

埼玉県統計年鑑
1. ↑  埼玉県統計年鑑（平成12年）
2. ↑  埼玉県統計年鑑（平成13年）
3. ↑  埼玉県統計年鑑（平成14年）
4. ↑  埼玉県統計年鑑（平成15年）
5. ↑  埼玉県統計年鑑（平成16年）
6. ↑  埼玉県統計年鑑（平成17年）
7. ↑  埼玉県統計年鑑（平成18年）
8. ↑  埼玉県統計年鑑（平成19年）
9. ↑  埼玉県統計年鑑（平成20年）
10. ↑  埼玉県統計年鑑（平成21年）
11. ↑  埼玉県統計年鑑（平成22年）
12. ↑  埼玉県統計年鑑（平成23年）
13. ↑  埼玉県統計年鑑（平成24年）
14. ↑  埼玉県統計年鑑（平成25年）
15. ↑  埼玉県統計年鑑（平成26年）
16. ↑  埼玉県統計年鑑（平成27年）
17. ↑  埼玉県統計年鑑（平成28年）
18. ↑  埼玉県統計年鑑（平成29年）
19. ↑  埼玉県統計年鑑（平成30年）
20. ↑  埼玉県統計年鑑（令和元年）
21. ↑  埼玉県統計年鑑（令和2年）